# Юконский гарнизон
Юконский гарнизон (изначально Полевые Войска Юкона, англ. Yukon Field Force, фр. Force de campagne du Yukon) — боевое подразделение Постоянных сил канадской милиции, состоявшее из 203 офицеров и солдат, которые служили в Юконе с 1898 по 1900 год. Данное подразделение было создано во время Клондайкской золотой лихорадки из опасений, что Соединённые Штаты Америки могут попытаться захватить регион. Личный состав покинул Оттаву 6 мая 1898 года, отправившись по железной дороге к морю в порт Гленора в Британской Колумбии. Оттуда отряд проделал трудный путь в 890 километров пешком и на самодельных лодках до Форта-Селкерк, где они основали свой штаб. Отряд из 72 человек был направлен в центр бума город Доусон-Сити для поддержки Северо-Западной конной полиции, в обязанности которой входила охрана золотых депозитов местных банков. По мере того как уменьшались опасения аннексии, росло давление, требующее отзыва войск. Силы были сокращены вдвое в июле 1898 года, а остальные были окончательно выведены в июне 1900 года.

## Предыстория

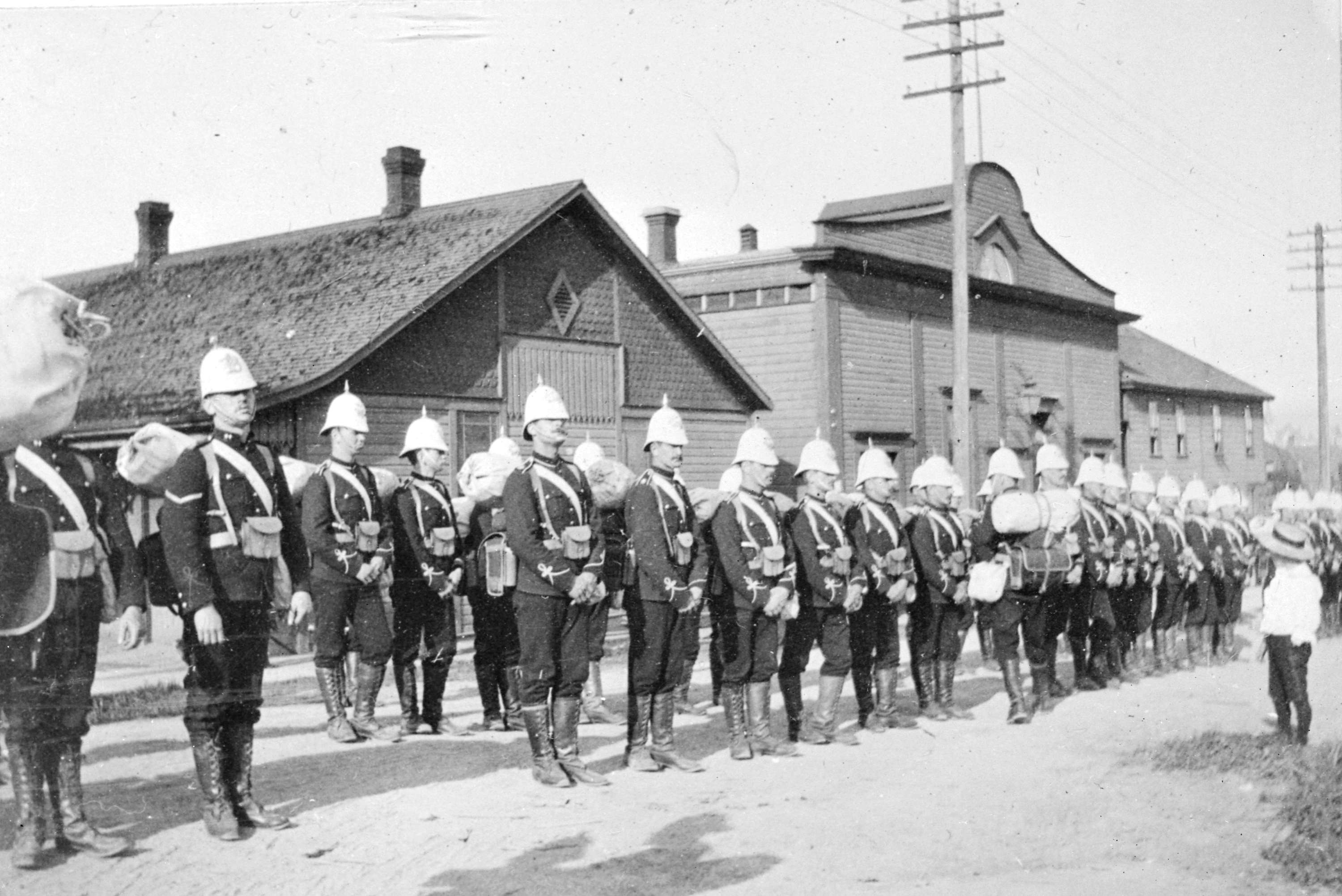
Парад подразделения в Ванкувере на пути к Юкону, 1898 год

Создание полевых войск Юкона были вызвано открытием залежей золота на крайнем севере Канады в последние годы 19-го века. В конце 19 века на Юконе не было никакого правительственного присутствия, и регион был малонаселен исконными народами и европейскими старателями. Границы на юго-востоке Аляски оспаривались между Соединенными Штатами, Канадой и Великобританией с момента покупки Аляски Соединенными Штатами у России в 1867 году. В регионе не было полиции, а Постоянные силы канадской милиции насчитывали всего около 800 человек по всей территории, с ближайшим гарнизоном в Виннипеге, Манитоба, на расстоянии примерно в 3800 километров (2400 миль).
Однако, в долинах рек региона стали обнаруживать золото, и к 1894 году растущее население и развитие золотодобычи в Форти-Майл привели к призывам религиозных и деловых лидеров Оттавы вмешаться, для контроля торговли виски, защиты местных коренных народов и сбора таможенной пошлины. Правительственный инспектор Уильям Огилви предупредил Оттаву, что необходимо быстро ввести представителей канадского правительства в регион, во избежание захвата данной территории Соединенными Штатами Америки. В ответ Северо-Западная конная полиция провела разведку вдоль реки Юкон, установив там казармы в 1875 году.
В 1896 году в долине Клондайка было обнаружено огромное количество золота, что вызвало международную золотую лихорадку. Местные шахтеры устремились из Форти-Майл в новый город Доусон, и, как только в следующем году об этом стало известно всему миру, ещё около 100 000 человек устремились в этот регион в поисках золота. Хотя не более 40 000 из них успешно достигли Клондайка, по оценкам, от 60 до 80 процентов этих новичков прибыли из Соединенных Штатов. Конная полиция была развернутая в регионе в увеличенном количестве, отчасти из-за опасений, что Соединенные Штаты могут воспользоваться возможностью аннексировать Клондайк.

## Мобилизация

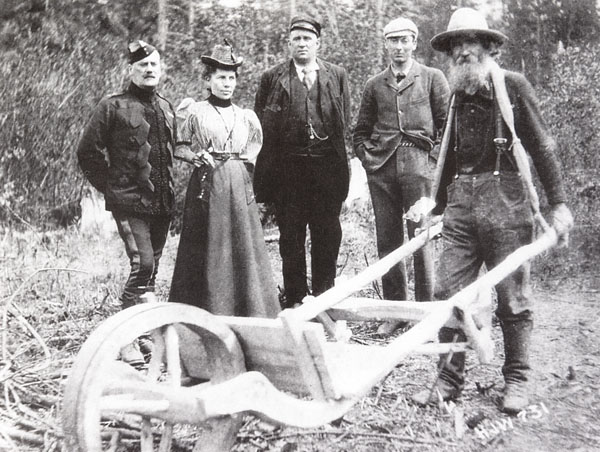
Близ Гленоры, 1898 год; (слева направо), капитан Гардинер, Юконский гарнизон; Фейт Фентон; капитан Билл Робинсон из штаба Стикина; неопознанный человек; старатель

Первое предложение направить на Юкон военные силы исходило от Натаниэля Уоллеса, который выдвинул эту идею в парламенте в феврале 1898 года. Правительство разработало это предложение в виде официального плана, который был утвержден Советом консулов 21 марта. Фредерик Борден, министр милиции и обороны, объявил в мае, что для усиления конной полиции отряд из 200 человек будет развернут в Форт-Селкерк, номинальной столице территории. Одним из аргументов в пользу этого варианта было то, что это было намного дешевле, чем посылать дополнительный отряд полицейских, которые получали более высокую зарплату, чем солдаты. Борден заявил, что в дополнение к своей основной задаче в поддержании канадского суверенитета, данное подразделение будет, в случае необходимости, оказывать помощь в поддержании правопорядка.
Отряд из 203 человек состоял из 12 офицеров, 15 Королевских канадских драгун, 46 человек из Королевской канадской артиллерии и 130 человек из Королевского полка канадской пехоты. Отряд был сформирован путем запроса добровольцев из Постоянных сил, которым было сказано, что задача будет длиться по крайней мере два года. Многие солдаты изъявили желание служить в отряде и, при необходимости, продлили свои сроки службы. Подразделением командовал действующий подполковник Томас Эванс, офицер из Виннипега, имевший опыт управления кавалерией, пехотой и артиллерией. Отряд был оснащен винтовками Ли-Энфилда, двумя пулеметами Максима и двумя 7-фунтовыми (3 кг) пушками, одна из которых была латунной, а другая стальной, и взял с собой шестьдесят лошадей для перевозки . Солдатам выдавались специальные тяжелые черные бушлаты и брюки, а также другая теплая одежда на зимние месяцы, наряду с обычной полевой и гарнизонной униформой . Срочно были закуплены продовольственные запасы, включая 123 000 килограммов (271 000 фунтов) консервированного мяса, печенье и муку. Солдат сопровождали девять «ремесленников», включая строителей лодок и упаковщиков, и одиннадцать гражданских служащих. К экспедиции присоединились также четыре медсестры, посланные Викторианским орденом медсестер для работы на Юконе; жена офицера конной полиции, которая ехала, чтобы присоединиться к своему мужу; и Фейт Фентон, журналистка, посланная газетой Toronto Globe, чтобы осветить поход отряда.

## Поход

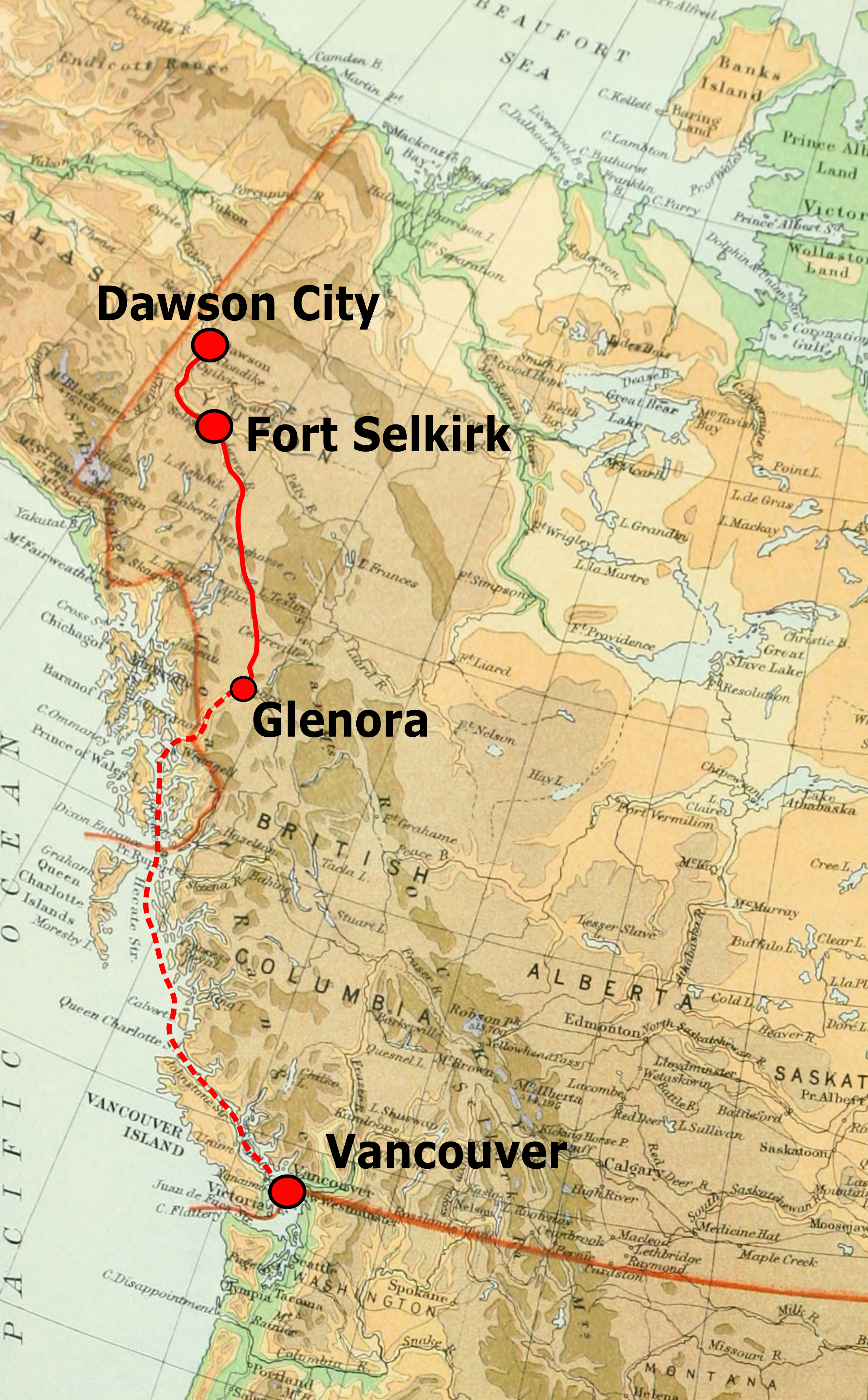
Карта, показывающая поход отряда из Ванкувера в 1898 году

В 1898 году существовали различные пути из восточной Канады до отдаленного региона Юкон, но большинство из них требовали, чтобы путешественники проходили через часть территории Соединенных Штатов, либо пересекали на лодке западную Аляску вдоль реки Юкон, либо когда пересекали горные хребты на юго-востоке. Эта ситуация вызвала политическую озабоченность в Канаде, и поэтому были определены другие маршруты, которые избегали захода в Соединенные Штаты, известные как «всеканадские маршруты». Считалось политически важным, чтобы полевые войска Юкона использовали один из них, и это было подкреплено практическими опасениями, что более длинный маршрут по реке Юкон может занять слишком много времени, чтобы завершить экспедицию, потенциально остановив отряд в ледяной пустыне, если её воды замерзнут рано.
Отправившись 6 мая по железной дороге из Оттавы в Ванкувер, отряд был разделен на две части. Часть подразделения и 80 метрических тонн основных припасов должны были отправиться к верховью реки Юкон в сторону города Врангель, затем вверх по реке Стикин на Стикин-Чиф, используя навигационные права Канады и избегая высадки на территории Соединенных Штатов, прежде чем отправиться по суше вдоль сети рек к форту Селкирк . Остальные 100 метрических тонн припасов и артиллерия были отправлены через Сент-Майкл на Аляске, а оттуда пароходом через Доусон.
Высадившись 20 мая в порту Гленора в Британской Колумбии, основные силы двинулись по суше к Телеграф-Крик (Telegraph Creek), где начиналась 250-километровая (160 миль) Теслинская тропа. Отряд был разбит на группы по 35 человек для марша, а передовой отряд из 50 человек был послан вперед, чтобы улучшить тропу и быстро продвинуться на пароходе к форту Селкерк, чтобы начать его восстановление. Поход по пересеченной местности было трудным, и Томас Эванс отметил страдания, вызванные жарой, болотами и комарами, заметив, что его людям нечего было есть, кроме «твердого печенья, прогорклого твердого бекона и чёрного чая». Каждый из членов отряда нес тяжелые вьюки, так как местные подрядчики не смогли снабдить их достаточным количеством мулов для перевозки припасов.

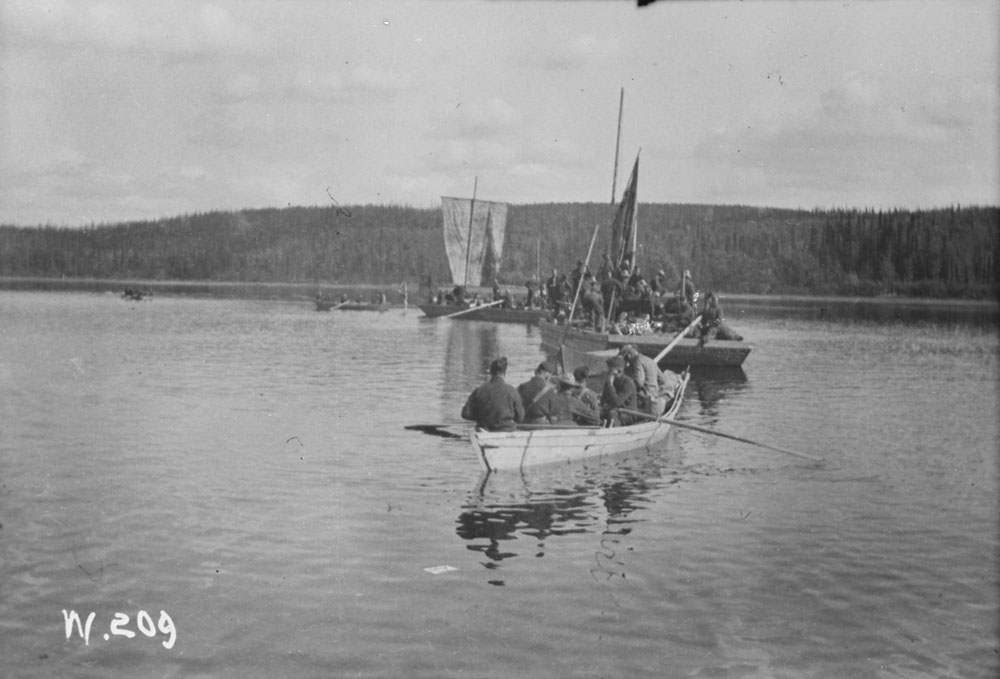
Отряд, пересекающий озеро Теслин на импровизированных шлюпках и весельных лодках, 1898 год

Когда отряд достиг конца тропы у озера Теслин, Эванс покинул пароход с отрядом из 80 человек, чтобы присоединиться к команде в форте Селкерк, но лодка ударилась о скалу, при возвращении за остальными членами отряда. Вместо этого отряд переплыл озеро, используя четыре шлюпки и пять небольших гребных лодок, которые они построили из деревьев, первоначально намереваясь использовать их для перевозки своих припасов. Шлюпки имели длину 14 метров (46 футов) и могли перевозить 15 метрических тонн (15 длинных тонн; 17 коротких тонн) груза и 30 человек; у них были паруса и плита для приготовления пищи. Они наконец прибыли в Форт-Селкерк 11 сентября, преодолев путь в 640 километров (400 миль) от озера Теслин.
Небольшой отряд конной полиции уже был размещен в форте Селкерк для наблюдения за речным движением, и передовая группа сил работала с подрядчиками, чтобы добиться хорошего прогресса в строительстве новых зданий гарнизона. Объединённые силы завершили работу, создав комплекс из одиннадцати бревенчатых зданий вокруг центрального плаца.

## Обязанности на Юконе
Хотя штаб сил оставался в форте Селкерк, в течение октября и ноября 1898 года 72 человека и одна из пулеметов Максим были отправлены в Доусон для поддержки конной полиции. Отряд в Доусоне охранял золото, хранившееся в различных банках города, заключенных и помогал строить местные больницы, принимал участие в тушении пожаров — городские постройки были из дерева и особенно уязвимы для пожаров. Они также выполняли некоторые церемониальные обязанности. Гарнизон форта Селкерк считался изолированным, и люди перемещались между двумя городами в течение зимы, чтобы развеять скуку. В теплые месяцы 1899 года силы проводили еженедельные военные учения и строили стрелковый полигон.

## Отзыв отряда

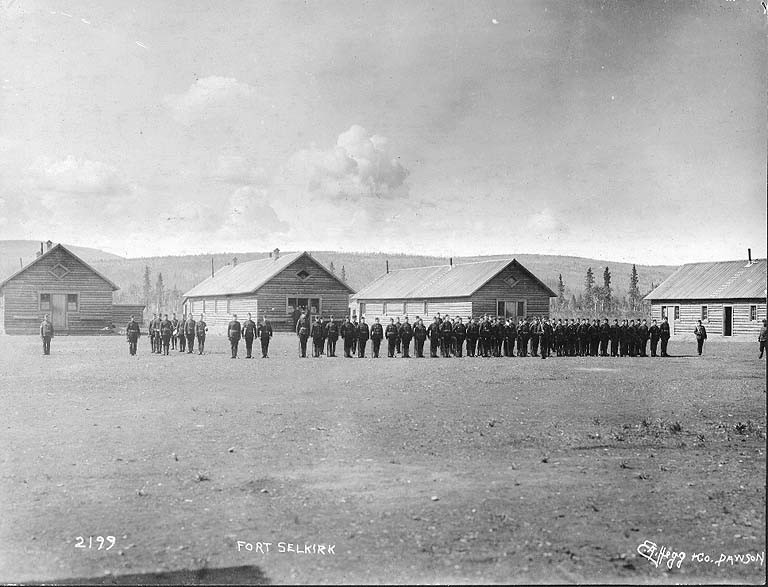
Военные учения в Форт-Селкерк, 1898 год

К 1899 году опасность аннексии миновала, и генерал Эдвард Хаттон, новый командующий канадской милицией, был недоволен ролью гарнизона Юкона. Он утверждал, что она неуместно используется для поддержки гражданских задач, и что наличие такого количества регулярных солдат, развернутых там, наносит ущерб способности Постоянных сил обучать остальную часть ополчения. В результате половина сил была выведена в июле 1899 года и возвращена в восточную Канаду, на этот раз путешествуя по более быстрому маршруту перевал Уайт и Скагуэй через территорию Соединенных Штатов. В октябре, разразилась война между Англией и Бурскими республиками в Южной Африке; Канада собрала силы для развертывания в поддержку англичан. Томас Эванс был отозван из Юкона в ноябре, чтобы присоединиться к высылаемым войскам, и был заменен на посту командующего силами майором Т. Хеммингом.
В мае 1900 года часть гарнизона покинула форт Селкерк и сосредоточилась исключительно в Доусоне . 25 июня остальная часть отряда была выведена по совету министра ополчения и вновь возвращена через перевал Уайт и Скагуэй. Их обмундирование, винтовки и пулеметы Максима остались в Доусоне и позже были использованы добровольческой милицейской стрелковой ротой Доусона, сформированной в следующем году, в то время как артиллерия была передана конной полиции. Конная полиция продолжала свое присутствие в форте Селкерк, используя бывшие казармы сил до 1911 года.
В форте Селкирк сохранились три здания, построенные отрядом: резиденция офицеров и бывшая караульная комната, которые были перенесены на новые места местным жителем Алексом Кауардом в 1920-х годах и известны сегодня как «Кают-компания Труса» и «Гараж», а также комната санитаров, которая остается на своем первоначальном месте. Неподалеку находится кладбище полевых сил Юкона, где похоронены три солдата и несколько членов местной общины . Два 7-фунтовых орудия этой силы выставлены в офисе Королевской канадской конной полиции в Доусоне.
Четверо офицеров, служивших в гарнизоне, впоследствии дослужились до звания генерал-майора во время Первой мировой войны. Майор Т. Д. Р. Хемминг, будучи генерал-майором (CMG), командовал военным округом № 3 с 1913 по 1918 год. Офицер военный медик, хирург-майор Г. Л. Фостер, стал генерал-майором (CB, FRCS, LL.D) и был генеральным директором медицинской службы заморских вооруженных сил Канады в 1918—1919 годах. Капитан Е. Берстолл, RCA, позже генерал-майор сэр Генри Берстолл, KCB, KCMC, командовал артиллерией Канадского корпуса в 1915—1916 годах, а с декабря 1916 года по демобилизацию командовал 2-й канадской дивизией. Капитан П. Ф. Такер стал генерал-майором (CB, CMG) и был генерал-адъютантом в 1918—1919 годах.